# Paul Scheuer (Regisseur)

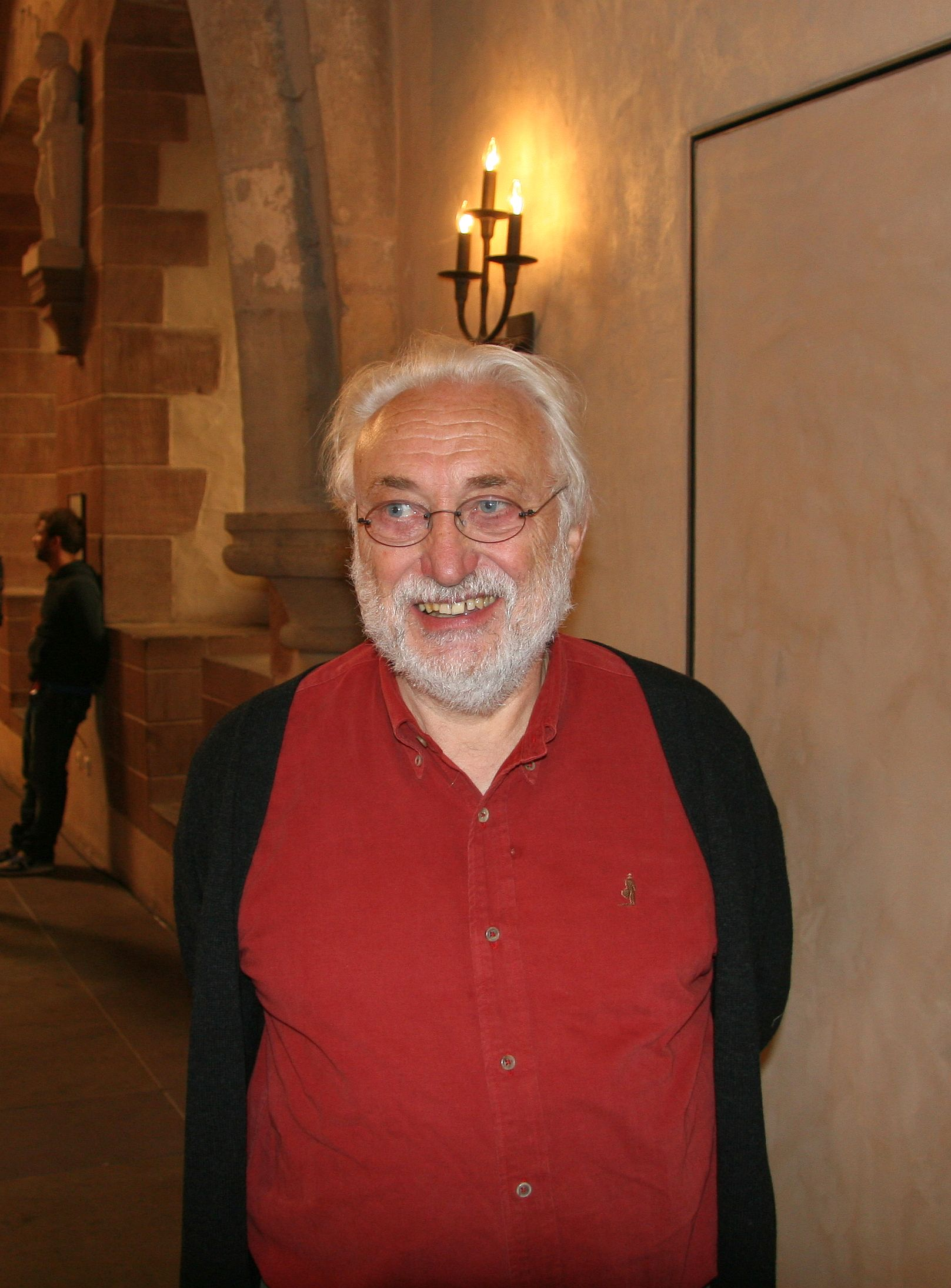
Paul Scheuer (2011)

Paul Scheuer (* 17. April 1944 in Luxemburg-Stadt) ist ein luxemburgischer Filmregisseur, Drehbuchautor, Filmschauspieler und Sekundarschullehrer. Er gilt als Pionier des Luxemburgischen Films.

## Leben
Scheuer besuchte die Grundschule sowie das Athénée in Luxemburg-Stadt. Nach dem Abitur im Jahr 1963 studierte er Mathematik und Physik in Luxemburg und Straßburg. Von 1967 bis 2008 unterrichtete er am Lycée classique de Diekirch.

## Karriere
Zusammen mit Michel Geiben gewann Scheuer 1968 die Silbermedaille des 3. Euro-Festivals der Filmamateure in Bad Mondorf für Haut-Koenigsbourg und 1970 die Goldmedaille des 4. Euro-Festivals der Filmamateure in Bad Mondorf für den Kurzfilm Der taube Johannes. Scheuer, Maisy Hausemer und Georges Fautsch waren mit der Filmproduktionsgesellschaft AFO die Pioniere des Luxemburger Films. Sie produzierte den ersten Spielfilm in luxemburgischer Sprache Wat huet e gesot? sowie die ersten Kurz- und Dokumentarfilme in luxemburgischer Sprache, darunter Schwaarze Schnéi und KlibberKleeschenSchueberMaischenAllerHerrgottsNationalSprangKirmes. Es folgten die Spielfilme Congé fir e Mord (1983), Mumm Sweet Mumm (1989) und Dammentour (1992). Scheuer schrieb zusammen mit Hausemer das Stück Nom Begriefnes, das 1998 mit dem von Luxemburg-Stadt ausgeschriebenen Preis für Theater in luxemburgischer Sprache ausgezeichnet wurde. Es wurde 2000 anlässlich des 25-jährigen Jubiläums des Théâtre des Capucins unter der Regie von Frank Feitler aufgeführt. 2012 erschien der Film D'Symetrie vum Päiperléck von Scheuer und Hausemer über die Figur des Schriftstellers Roger als posthume Hommage an Roger Manderscheid.

## Filmografie

### Regisseur
- 1981: Wat huet e gesot?
- 1983: Conge fir e mord
- 1987: KlibberKleeschenSchueberMaischenAllerHerrgottsNationalSprangKirmes
- 1989: Mumm Swet Mumm
- 1992: Dammentour
- 2012: D'Symmetrie vum Päiperlek

### Schauspieler
- 1983: Conge fir e mord
- 1992: Hochzeitsnacht
- 1992: Dammentour
- 1997: Lorenz im Land der Lügner

### Drehbuchautor
- 1983: Conge fir e mord
- 2012: D'Symmetrie vum Päiperlek

## Auszeichnungen
- 1998:  Offizier des Verdienstorden des Großherzogtums Luxemburg
- 1999: Concours littéraire national für Jhamper Wamperdang. E Stéck fir ze läuschteren.